# Raión de Fatezh
El raión de Fatezh (ruso: Фате́жский райо́н) es un distrito administrativo y municipal (raión) ruso perteneciente a la óblast de Kursk. Se ubica en el norte de la óblast. Su capital es Fatezh.
En 2021, el raión tenía una población de 16 771 habitantes.
El raión es limítrofe al norte con la óblast de Oriol.

## Subdivisiones
Comprende la ciudad de Fatezh (la capital, que forma un ayuntamiento urbano sin pedanías) y 192 localidades rurales. A efectos de autogobierno local (descentralización), estas últimas se agrupan en diez asentamientos rurales, que reciben el nombre tradicional de selsovet (сельсовет), y que son los siguientes:
- "Banino" (sede del ayuntamiento en Chermoshnoi)
- Bolshoye Ánnenkovo
- Bolshoye Zhírovo
- Verjni Liubazh
- Verjni Joteml
- Glébovshchina (sede del ayuntamiento en Zýkovka)
- Milénino
- Molotychí
- Rusánovka (sede del ayuntamiento en Basovka)
- Soldátskoye

El actual mapa de autogobierno local data de varias fusiones de ayuntamientos que tuvieron lugar en 2010. Sin embargo, a efectos de división territorial de los órganos internos federales y de la óblast (desconcentración), se sigue dividiendo en los veintidós gobiernos locales que se habían definido en 2004, y que crearon sus ayuntamientos conforme a dicho mapa en 2006. Los once selsovety que siguen existiendo como áreas administrativas, pero desde 2010 sin ayuntamiento, son:

- Íguino (integrado en Verjni Liubazh)
- Yasenok (integrado en Verjni Liubazh)
- Jmelevoye (integrado en Molotychí)
- Liubímovka (integrado en Soldátskoye)
- Nízhniye Jalchí (integrado en Soldátskoye)
- Shuklinó (integrado en Soldátskoye)
- "Dmitriyevski" (integrado en Banino)
- Sótnikovo (integrado en Banino)
- Kromskaya (integrado en Bolshoye Zhírovo)
- Kolychevo (integrado en Bolshoye Zhírovo)
- Nizhni Reut (integrado en Rusánovka)